# Dzmitryj Mołasz
Dzmitryj Mołasz (biał. Дзмітрый Молаш, ros. Дмитрий Молош, Dmitrij Mołosz; ur. 10 grudnia 1981 w Michanowiczach w rejonie mińskim) – białoruski piłkarz, grający na pozycji obrońcy, reprezentant Białorusi.

## Kariera klubowa
Wychowanek FK Mołodeczno. Z tego klubu przeszedł do RSzWSM-Alimpija Mińsk. W 2001 roku został zawodnikiem BATE Borysów, z którym wywalczył mistrzostwa Białorusi. W 2007 roku przeszedł do Nosty Nowotroick. W latach 2009–2010 grał w Sibirze Nowosybirsk. W 2011 roku został piłkarzem Krylji Sowietow Samara. W sierpniu 2012 podpisał kontrakt z Dynama Mińsk.

## Kariera reprezentacyjna
Grał w reprezentacjach Białorusi w następujących kategoriach wiekowych: U-16, U-17, U-18, U-21 oraz olimpijskiej. W 2006 roku zadebiutował w dorosłej reprezentacji.